# Fotsiforia narendrani
Fotsiforia narendrani är en stekelart som beskrevs av Sudheer 2004. Fotsiforia narendrani ingår i släktet Fotsiforia och familjen brokparasitsteklar. Inga underarter finns listade i Catalogue of Life.